# فرانزينفيست
فرانزينفيست هي بلدة إيطالية تقع في مقاطعة بولسانو في جنوب تيرول شمال إيطاليا.